# French Open 1973
Wielkoszlemowy turniej tenisowy French Open w 1973 rozegrano w dniach 21 maja - 3 czerwca, na kortach im. Rolanda Garrosa w Paryżu.

## Zwycięzcy

### Gra pojedyncza mężczyzn
Ilie Năstase -  Nikola Pilić, 6–3, 6–3, 6–0

### Gra pojedyncza kobiet
Margaret Smith Court -  Chris Evert 6–7, 7–6, 6–4

### Gra podwójna mężczyzn
John Newcombe /  Tom Okker -  Jimmy Connors /  Ilie Năstase 6–1, 3–6, 6–3, 5–7, 6–4

### Gra podwójna kobiet
Margaret Smith Court /  Virginia Wade -  Françoise Durr /  Betty Stöve 6–2, 6–3

### Gra mieszana
Françoise Durr /  Jean-Claude Barclay -  Betty Stöve /  Patrice Dominguez 6–1, 6–4